# Trypeticus latisternum
Trypeticus latisternum är en skalbaggsart som beskrevs av Kanaar 2003. Trypeticus latisternum ingår i släktet Trypeticus och familjen stumpbaggar. Inga underarter finns listade i Catalogue of Life.